# Jeffrey Tate
Sir Jeffrey Philip Tate (ur. 28 kwietnia 1943 w Salisbury, zm. 2 czerwca 2017 w Bergamo) – brytyjski dyrygent.

## Życiorys
Był osobą niepełnosprawną, urodził się z rozszczepem kręgosłupa. Ukończył Farnham Grammar School. Odbył studia medyczne na University of Cambridge (1961–1964) i początkowo praktykował jako lekarz w szpitalu św. Tomasza w Londynie, dopiero później zainteresował się muzyką. Od 1970 do 1971 roku przebywał na rocznym stypendium w London Opera Centre, następnie w latach 1971–1977 pracował w londyńskim Covent Garden Theatre w charakterze korepetytora oraz asystenta Georga Soltiego i Colina Davisa. Od 1976 do 1980 roku asystował Pierre’owi Boulezowi na festiwalu w Bayreuth. Jako samodzielny dyrygent zadebiutował w 1978 roku w operze w Göteborgu, prowadząc przedstawienie Carmen Bizeta. W 1980 roku w nowojorskiej Metropolitan Opera poprowadził Lulu Berga, zaś w 1982 roku w londyńskim Covent Garden Theatre Łaskawość Tytusa W.A. Mozarta. Gościnnie dyrygował w teatrach operowych w Kolonii (1981), Genewie (1983), Paryżu (1983), Hamburgu (1984), San Francisco (1984) i Wiedniu (1986) oraz na festiwalu w Salzburgu (1985).
Od 1985 roku związany był na stałe jako dyrygent z English Chamber Orchestra. W latach 1986–1991 był głównym dyrygentem Covent Garden Theatre. Od 1991 do 1994 roku prowadził Rotterdams Philharmonisch Orkest. W latach 2005–2010 pełnił funkcję dyrektora muzycznego Teatro di San Carlo w Neapolu. Od 2009 roku do śmierci prowadził orkiestrę Symphoniker Hamburg. W jego repertuarze dominowały utwory W.A. Mozarta, Richarda Wagnera, Richarda Straussa, a także wybrane dzieła twórców XX-wiecznych. Dokonał licznych nagrań płytowych, w tym m.in. wszystkich symfonii i koncertów fortepianowych Mozarta z English Chamber Orchestra i pianistką Mitsuko Uchidą. W 1990 roku odznaczony został komandorią Orderu Imperium Brytyjskiego. Oficer francuskiego Orderu Sztuki i Literatury (1995) oraz kawaler Legii Honorowej (1999). W 2017 roku otrzymał Odznakę Rycerza Kawalera.
Jego wieloletnim partnerem życiowym był niemiecki geomorfolog Klaus Kuhlemann.